# ستيفن بروس (مصمم أزياء)
ستيفن بروس (بالإنجليزية: Stephen Burrows)‏ هو مصمم أزياء أمريكي، ولد في 15 مايو 1943.